# بيت الكيميرا
بيت الكيميرا (بالأوكرانية: Будинок з химерами، بودينوك ز خيميرامي) أو بيت هوروديتسكي (نسبة إلى فلاديسلاف هوروديتسكي) هو مبنى على طراز الفن الجديد يقع في حي ليبكي التاريخي [الإنجليزية] في كييف، عاصمة أوكرانيا. يقع المبنى على الجانب الآخر من الشارع من مكتب رئيس أوكرانيا في رقم 10، شارع بانكوفا، ويستعمل المبنى كمقر رئاسي للاحتفالات الرسمية والدبلوماسية منذ 2005. أُغلق الشارع قبالة المبنى أمام حركة مرور المركبات، وأصبح حالياً منطقة للمشاة تخضع للحراسة بسبب قربها من مبنى المكتب الرئاسي.
شيد المهندس المعماري البولندي فلاديسلاف هوروديتسكي البيت في الأصل مستعملاً تماثيل الكيميرا لاستخدامه كمبنى سكني راقي خاص به خلال الفترة من 1901 إلى 1902. ومع ذلك، مع مرور السنين، اضطر هوروديتسكي في النهاية إلى بيع المبنى لأسباب مالية، وبعد ذلك تغيرت ملكيته عدة مرات قبل أن تشغله أخيراً عيادة رسمية للحزب الشيوعي حتى بداية الألفينات. وقد أُعيد خلال إخلاء المبنى بناء ديكوره الداخلي والخارجي بالكامل، وترميمه وفقاً لمخططات هوروديتسكي الأصلية.
يستمد المبنى اسمه الشعبي من العناصر المزخرفة التي تصور حيوانات غريبة ومناظر الصيد، والتي نحتها المهندس المعماري الإيطالي إميليو سالا، حيث كان هوروديتسكي صياداً متمرساً. لا يُشير الاسم إلى وحش الكيميرا الأسطوري، ولكن إلى النمط المعماري المعروف باسم زخرفة الكيميرا التي تضم الأشكال الحيوانية كعناصر زخرفية للبناء. حاز أسلوب هوروديتسكي المعماري الفريد الثناء باعتباره «أنتوني غاودي كييف».

## تاريخه

### البناء وبداية تاريخه
صمم المهندس المعماري البولندي فلاديسلاف هوروديتسكي بيت الكيميرا في 1901-1902. ولد هوروديتسكي في 1863 لعائلة شلختا (نبيلة) بولندية ثرية في منطقة بودوليا. وانتقل إلى كييف بعد أتم دراسته في الأكاديمية الإمبراطورية للفنون في سانت بطرسبرغ في 1890، حيث عاش بها حوالي 30 عاماً. كان هوروديتسكي قد أثبت نفسه بالفعل كمهندس معماري بارز في كييف أثناء تشييد المبنى، حيث صمم وبنى العديد من مباني المدينة مع صديقه المقرب وشريكه المهندس أنطون شتراوس [الإنجليزية]، بداية من كاتدرائية القديس نيكولاس الرومانية الكاثوليكية [الإنجليزية] إلى كارايت كينيسا [الإنجليزية] و ما يسمى حالياً متحف الفن الوطني الأوكراني. كان هوروديكي، بجانب الهندسة المعمارية، مهتماً أيضاً بصيد الطرائد الكبيرة، وهو ما يفسر سبب احتواء مبناه على العديد من الحيوانات.

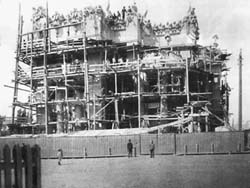
المبنى قيد الإنشاء، 1902

مول هوروديتسكي بناء البيت بأموال مقترضة، بهدف أن يكون مبنى سكني. يتكون كل طابق من شقة واحدة متصلة بواسطة مصعد وسلالم. سكن هوروديتسكي نفسه الطابق الرابع من المبنى، الذي تبلغ مساحته حوالي 380 م² (4100 ق²).
اشترى هوروديتسكي أول قطعة أرض في 1 فبراير 1901، وبدأت أعمال البناء في 18 مارس من ذلك العام. انتهى بناء الجدران الخارجية بحلول 21 أغسطس، ووُضع السقف واكتملت جميع أعمال البناء في 13 سبتمبر. تأخر الانتهاء من تشييد المبنى نتيجة الصعوبات الاقتصادية داخل الإمبراطورية الروسية. سُكنت شقة واحدة فقط في الطابق الأدنى بجانب شقة هوروديتسكي الخاصة في مايو 1903. بلغت التكلفة الإجمالية للأرض والبناء 133,000 روبل. في المجمل، استُخدم 1550 م² (16,700 ق²) من الأراضي لبناء المبنى بتكلفة قدرها 15,640 روبل. وكان الربح السنوي المتوقع من الإيجارات 7,200 روبل. وقد بُنيت حظيرة أبقار في المبنى بسبب إصرار هوروديتسكي على الحصول على الحليب الطازج داخل البيت، ومع ذلك صُممت خصيصاً بطريقة لا تسبب إنزعاج المستأجرين من رائحة الأبقار. كما بُنيت حديقة صخرية مصغرة على قطعة أرض مجاورة للمبنى (بمساحة حوالي 320 م² أو 3,400 قدم مربع) بجانب نافورة.
رهن هوروديتسكي المبنى كضمان مقابل قرض مأخوذ من جمعية الائتمان المتبادل في كييف، نتيجة سوء إدارته المالية التي شملت هواية الصيد خلال رحلات السفاري، وعندما تخلف هوروديتسكي عن سداد القرض في يوليو 1912، بيع المبنى بالمزاد العلني في 1913، وأصبح ملكاً للمهندس دانييل بالاخوفسكي، نجل تاجر من كييف، والذي كان أيضاً رئيس مجلس إدارة مديرو مصنع السكر بلاهوداتينسكوي، ووكيل قنصلي لفرنسا في كييف. ثم أصبح البيت تابعاً لمصنع سكر بلاهوداتينسكوي في 1916. وفي 1918، تغيرت ملكية المبنى مرة أخرى إلى صموئيل نيميتس. وبعد سيطرة البلاشفة على كييف في 1921، اتخذت العديد من إدارات منطقة كييف العسكرية مكاتب لها في بيت الكيميرا.

## ملكيته 1921-2002
أُمم المبنى وحُول إلى سكن مشترك عقب فترة الاضطرابات التي تلت الثورة الروسية 1917، وكانت كل شقة تسكنها حوالي تسع إلى عشر عائلات. أُخلي المبنى خلال الحرب العالمية الثانية (1941-1943)، وقد تعرض لأضرار كبيرة في هيكله نتيجة التعرض لظروف قاسية خلال الحرب. استخدم المبنى لفترة وجيزة بعد الحرب كمقر إقامة للممثلين الذين أُجلوا من مسرح إيفان فرانكو؛ ومع ذلك، استحوذت اللجنة المركزية للحزب الشيوعي لجمهورية أوكرانيا الاشتراكية السوفيتية على المبنى وحولته فيما بعد إلى العيادة رقم 1 لأعضاء نخبتها. استخدمت العيادة المبنى حتى نهاية القرن العشرين. خلال ذلك الوقت، انقسم المبنى تقريباً إلى قسمين. تراجع أحد الأجزاء بمقدار 22 سم (9 بوصات)، وتشكل صدع رأسي كبير يبلغ عرضه حوالي 40 سم (16 بوصة). كانت بعض التفاصيل المعمارية للمبنى إما قد أُزيلت أو تصدعت.
كان من المقرر إجراء أعمال ترميم المبنى في 2002، إلا أن مشغلي العيادة كانوا مترددين في المغادرة، بعد أن احتلوا المبنى لأكثر من 40 عاماً. ومن أجل إجبار السكان على الخروج من المبنى، قام العمال بإغلاق جميع النوافذ وهددوا بفعل الشيء نفسه على الأبواب إذا لم تقم العيادة بإخلاء المبنى. حتى تدخل الرئيس في الأمر وأجبر العيادة على الخروج بالكامل.

## إعادة إعماره واستخدامه الرسمي

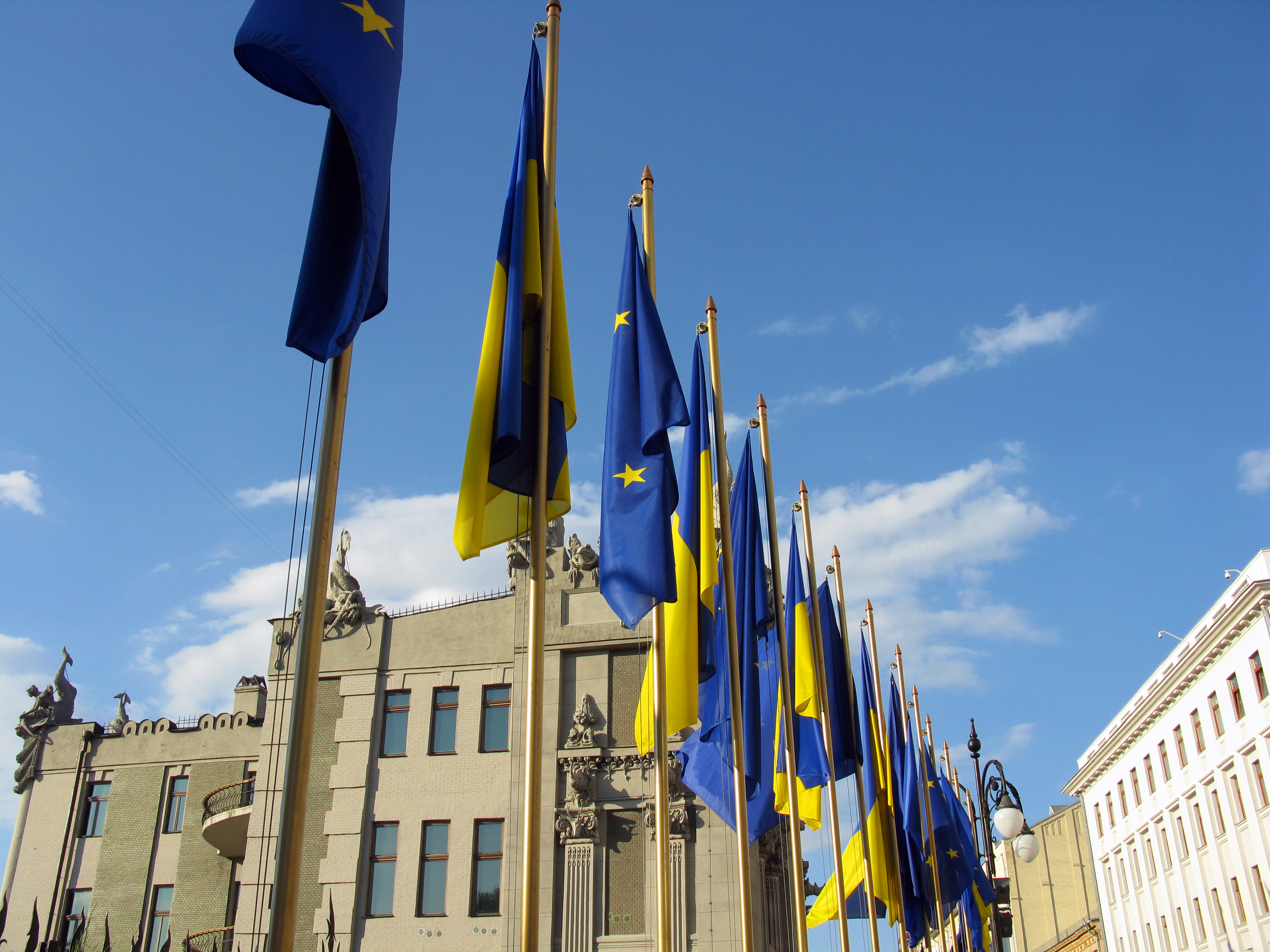
أعلام أوكرانيا والاتحاد الأوروبي أمام المبنى خلال حدث رسمي

اكتشف العمال الطابق السفلي بأكمله خلال فترة الترميم التي أجراها معهد الدولة للأبحاث والتصميم برئاسة ناتاليا كوسينكو، والذي تم ملؤه خلال الحقبة السوفيتية لتعزيز أساس المبنى. وتحتم إعادة بناء الديكور الداخلي المتقن بالكامل. أقام المرممون في الفناء، بحيرة اصطناعية، ونوافير، وحديقة مصغرة - وكلها كانت ضمن مخططات هوروديتسكي الأصلية.
اُفتُتح المبنى باعتباره «روائع الفن الأوكراني» للمتحف الوطني للفنون في نوفمبر 2004. كان من المتوقع أن يخدم المبنى غرضًا مزدوجًا كمتحف وكمكان اجتماع رئاسي لزوار الدولة. قدم مجلس مدينة كييف مشروع قانون بقيمة 104 ملايين ين (حوالي 20 مليون دولار أمريكي) في أبريل 2005، إلى الحكومة الأوكرانية لإعادة بناء وترميم بيت الكيميرا. كما سمح المجلس للحكومة الأوكرانية ببناء ساحة جديدة (مع إغلاق جميع حركة مرور السيارات) أمام المبنى لاستخدامها في الاحتفالات الرسمية.
أصبح المبنى مقراً رئاسياً رسمياً منذ مايو 2005، مع استخدامه في الاحتفالات الرسمية والدبلوماسية. وخدم بيت الكيميرا كمكان للقاء بين الرئيس الأوكراني فيكتور يوشينكو ونظيره الروسي فلاديمير بوتين، عندما زار الأخير كييف في 22 ديسمبر 2006. ويضم المبنى غرفاً للمفاوضات والمحادثات الثنائية وتوقيع الوثائق الرسمية، بالإضافة إلى غرفة خاصة للصحافة.

## عمارته

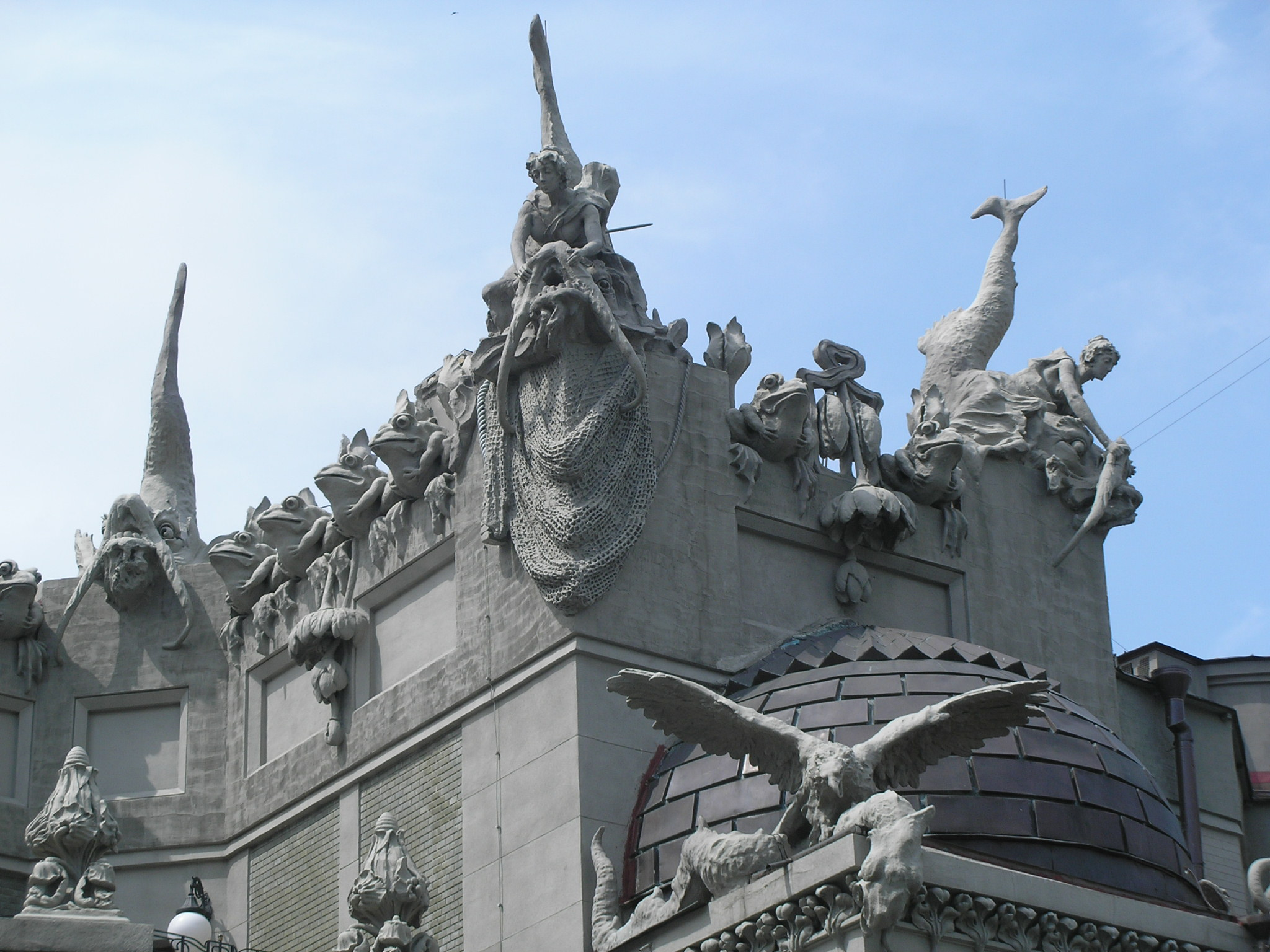
عرض تفصيلي للتماثيل المعمارية لحوريات البحر والبرمائيات وغيرها من الكائنات التي صممها إميليو سالا

صُمم المبنى على طراز الفن الجديد، والذي كان في ذلك الوقت أسلوباً جديداً نسبياً ويتميز بتصميمات متدفقة ومنحنية الأضلاع غالباً ما تشتمل على زخارف نباتية وزخارف أخرى مستوحاة من النباتات. أظهر هوروديسكي مثل هذه الزخارف في الديكور الخارجي للمبنى على شكل مخلوقات أسطورية وحيوانات كبيرة. أكسبه عمله في بيت الكيميرا لقب غاودي كييف.
نظراً للمنحدر الحاد الذي يقع عليه المبنى، كان لا بد من تصميمه خصيصاً من الخرسانة ليتناسب مع أساساته على نحو صحيح. فمن الأمام يبدو المبنى مكوناً من ثلاثة طوابق فقط. ولكن من الخلف يمكن رؤية جميع طوابقه الستة. كان جزء من أساس المبنى مصنوعاً من أكوام خرسانية، والآخر كأساس دائم. وفي العادة، لا يُجمع بين هذين النهجين بإتقان، لكن هوروديسكي نجح بطريقة ما في التغلب على هذه المشكلة التقنية.
كان النحات الإيطالي إميليو سالا مسؤولاً عن كل من الزخارف النحتية الداخلية والخارجية، مثل حوريات البحر والدلافين والضفادع على سطح المبنى، والسفن الغارقة وجوائز الصيد على الجدران الخارجية، والديكورات الداخلية الغنية، مثل السلالم الكبيرة وثريات تصور سمك السلور الضخم محصوراً في سيقان زهور اللوتس. وقد صُنعت المنحوتات الخارجية التي صممها سالا من الأسمنت. أنتجت شركة «فور» الأسمنت والتي كان هوروديسكي مديراً مشاركاً فيها. اُستُخدم الأسمنت حصرياً كمادة بناء أساسية بناءً على طلب مدير الشركة ريختر. لم يكن الأسمنت شائعاً كمادة بناء في وقت تشييد المبنى، لذلك اُستُخدم كدعاية لكل من البيت ومواد البناء.

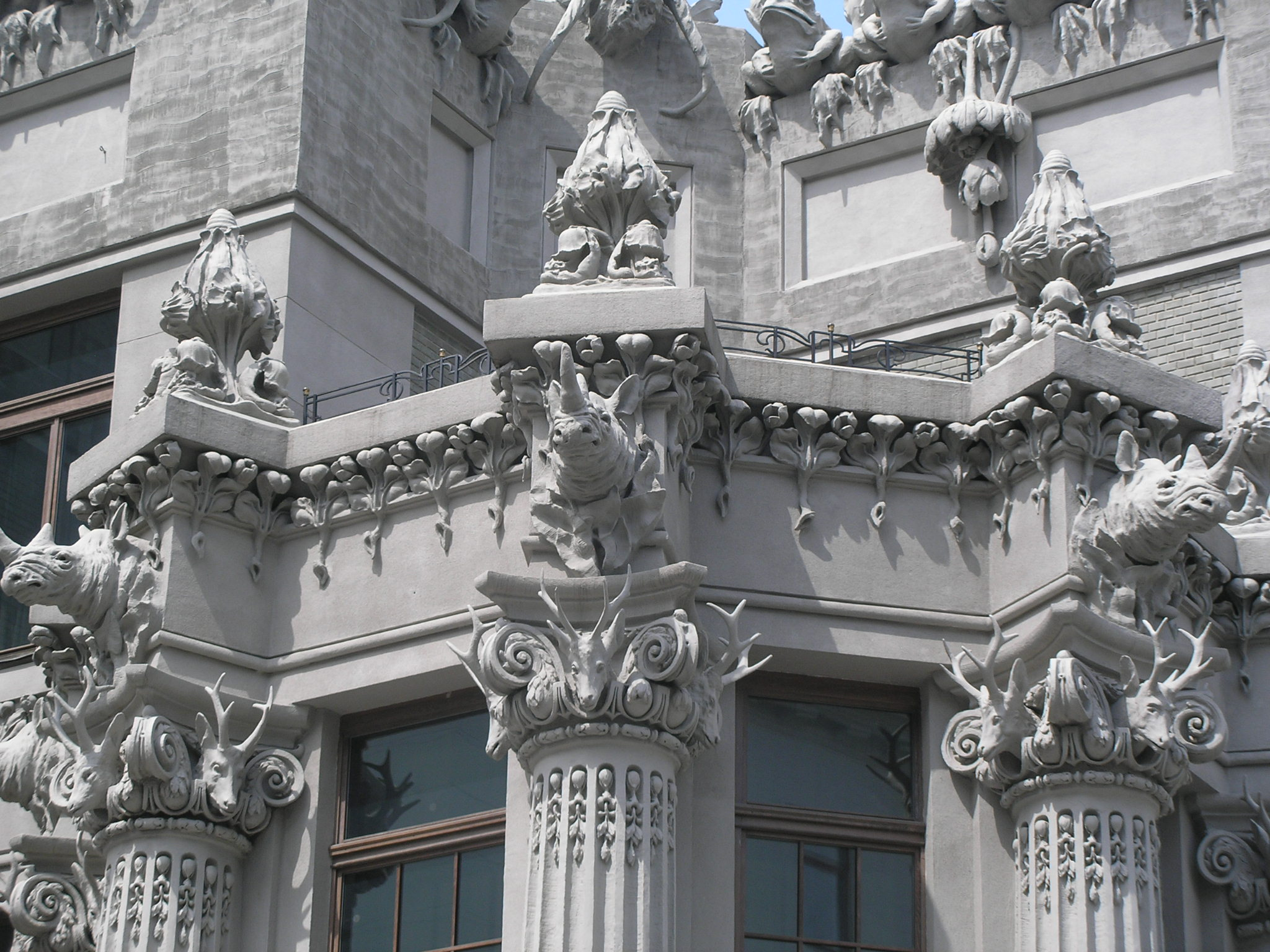
زخارف أسمنتية متقنة تتميز بالغزلان والكركدنيات
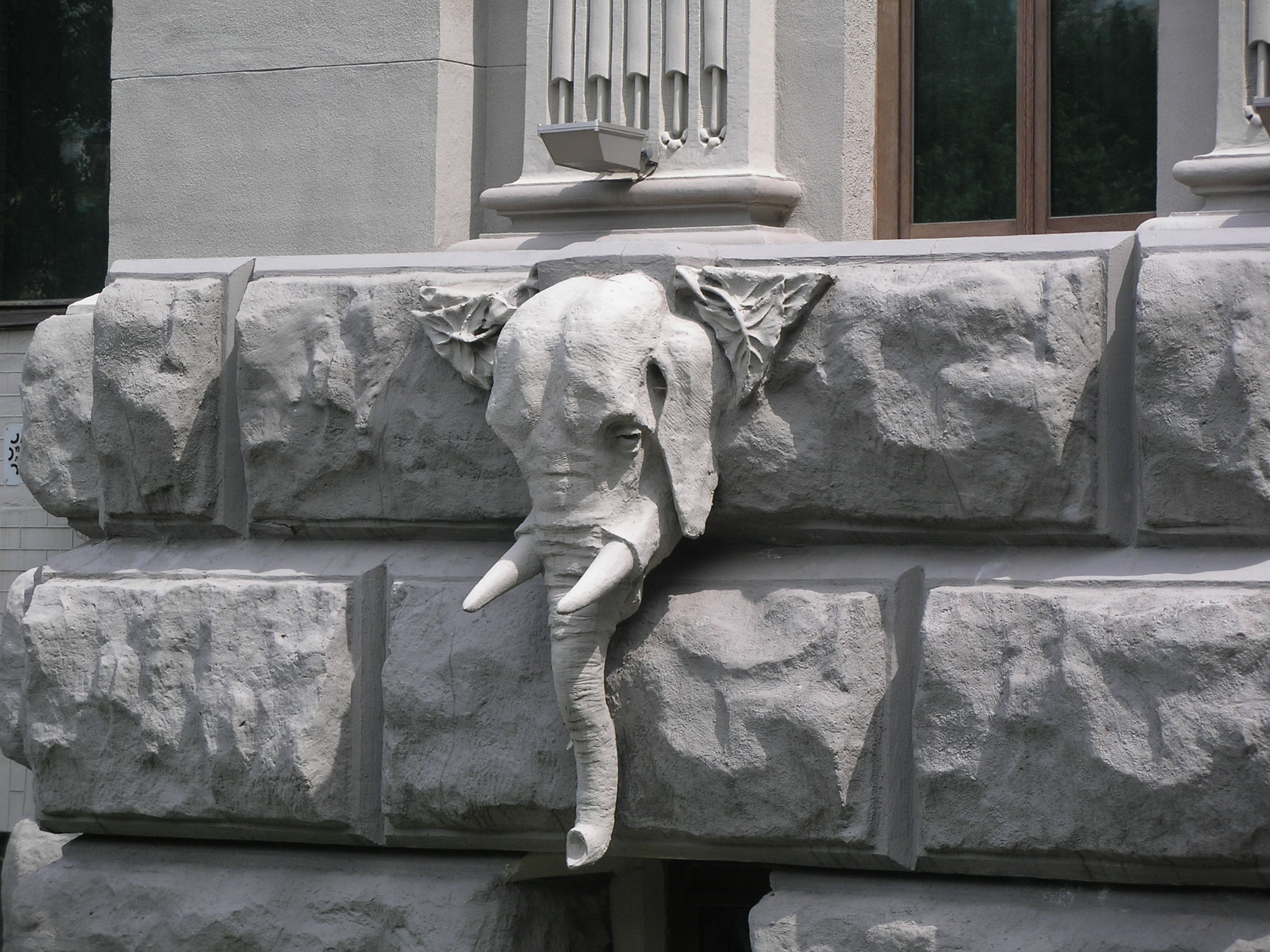
ويتميز البيت بنقوش مثيرة للاهتمام، مثل غرغول رأس الفيل هذا.
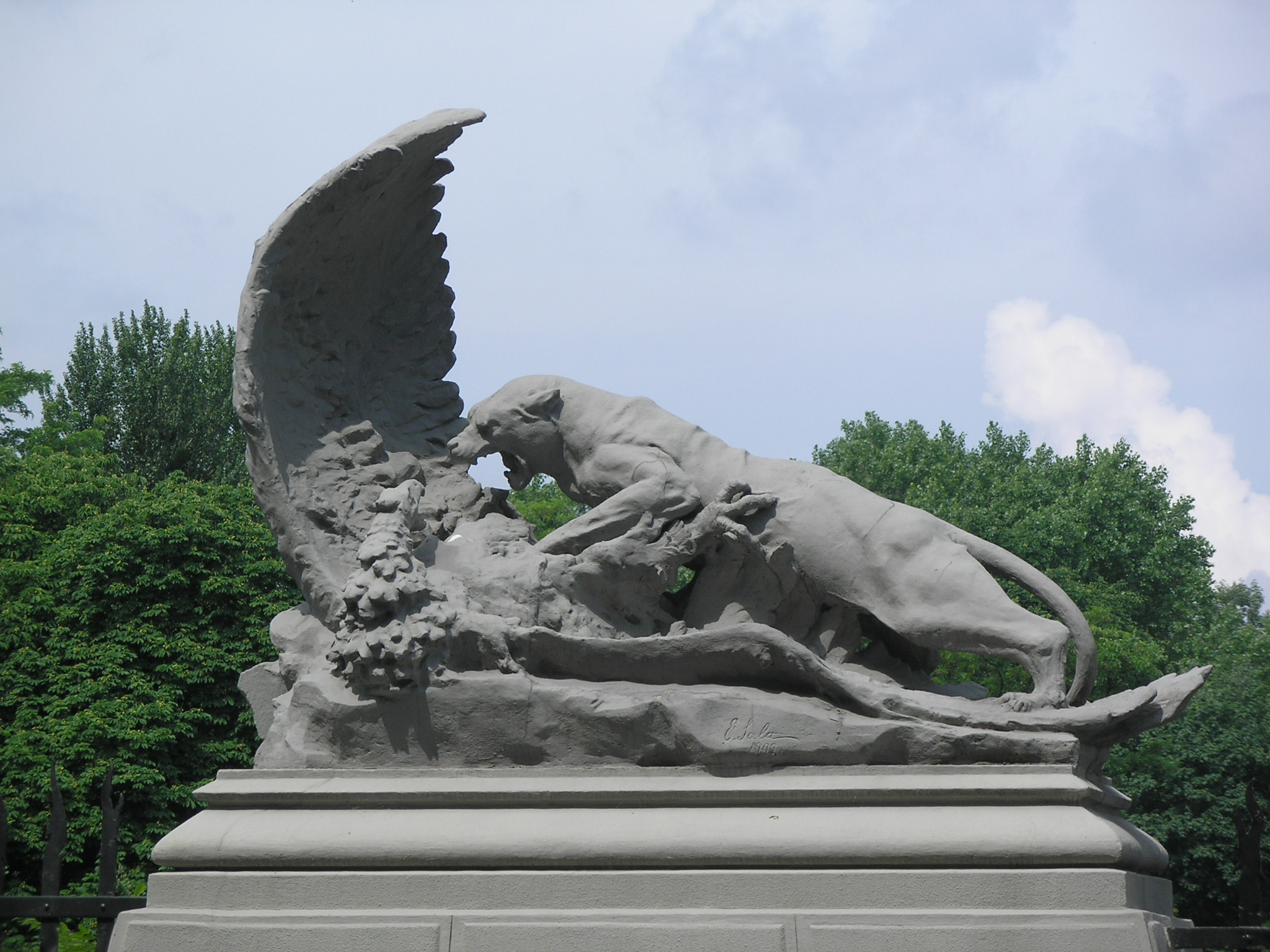
أحد التماثيل العديدة التي يمكن مشاهدتها حول المبنى

## مخطط الطوابق

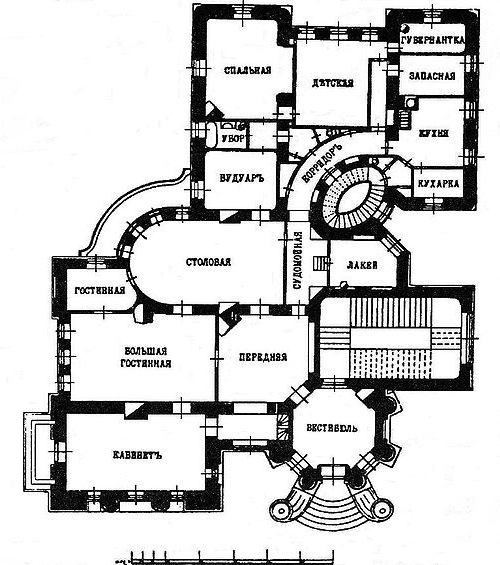
المخططات الأصلية لشقة هوروديتسكي في الطابق السادس في أوائل القرن العشرين

صُمم بيت الكيميرا بحيث يشغل المستأجرون الطابق بأكمله، وكان كل طابق يحتوي على جميع الغرف المنزلية اللازمة بدءاً من المطابخ الخاصة إلى غرف المساحيق الصغيرة. يعد مخطط الطابق المفتوح والغرف الإضافية الموجودة في جميع أنحاء المبنى من سمات منازل الأثرياء في أوائل القرن العشرين. تبلغ مساحة المبنى الإجمالية 3309.5 م² (35623.16 ق²).
كان هناك إسطبلان وغرفتان لسائقي العربات ومغسلة مشتركة وشقتين منفصلتين في أدنى مستوى من المبنى، والذي يقع في عمق التل. تتكون كل من الشقتين من بهو ومطبخ وحمام واحد وغرفة تخزين. تحتوي الأولى من هذه الشقق على غرفتين سكنيتين والثانية ثلاث غرف. وكل طابق فوق الطابق الأدنى مصمم لإيواء شقة واحدة لا غير.
تتألف شقة الطابق الثاني من ست غرف سكنية بالإضافة إلى بهو ومطبخ وبوفيه وثلاث غرف للخدم وحمام ودورتي مياه وغرفتين للتخزين. كان هناك أيضاً أربعة أقبية نبيذ في نفس الطابق. كانت الأقبية تابعة للشقق الموجودة في الطوابق العليا. تتألف شقة الطابق الثالث من ثماني غرف سكنية وبهو ومطبخ وغرفة غسيل الصحون وغرفتين للخدم وحمام ودورتي مياه. شُيدت هذه الشقة في مستوى منخفض قليلاً عن مستوى شارع بانكوفا من جهة المدخل الأمامي.
أفخم الشقق هي شقة هوروديتسكي والتي تتألف من مكتب وغرفة كبيرة وغرفة معيشة وغرفة طعام وخِدر وغرفة نوم وغرفة أطفال وغرفة مربية وغرفة ضيوف وثلاث غرف للخدم ومطبخ وغرفة غسيل الصحون وحمام ودورتي مياه وغرفتين للتخزين. كانت هناك شقة في الطابق التالي مماثلة في الحجم والتصميم لشقة هوروديتسكي. بينما كانت الشقة في الطابق الأخير أصغر حجماً؛ وللتعويض عن ذلك، أُضيف إليها شرفة متصلة توفر إطلالة بانورامية على المدينة.

## أساطير حوله

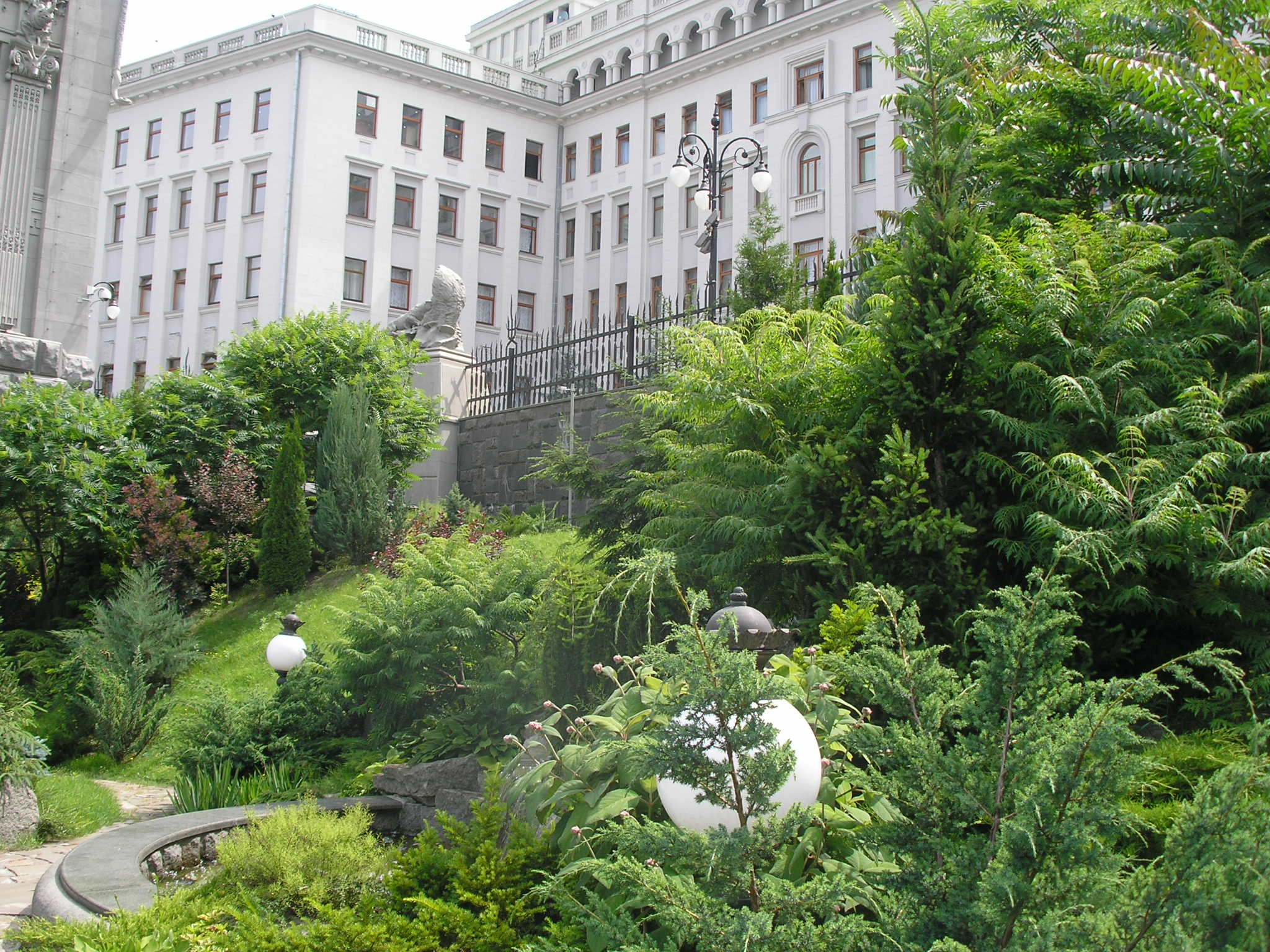
الحدائق المجاورة للمبنى ويظهر المبنى الرئاسي في الخلفية

أدت بُنية بيت الكيميرا الغريبة إلى نسج عدد من الأساطير على مر السنين والتي تتكرر أحياناً في الكتب الإرشادية أو الصحف، ولكنها إما غير صحيحة أو تفتقر إلى أي مصدر يمكن التحقق منه.
وفقاً للأسطورة الأولى، انتحرت ابنة هوروديتسكي بالقفز في نهر دنيبر إما بسبب علاقة حب مؤسفة أو بسبب نزاع عائلي. ونتيجة لذلك، أصيب هوروديتسكي بالجنون وشيد هذا المنزل الكئيب تخليداً لذكرى ابنته.
تذكر الأسطورة الثانية أن هوروديتسكي راهن بعض المهندسين المعماريين الآخرين، بما في ذلك المهندس المعماري ألكسندر سكوبيليف، الذي حاول إثبات أنه من المستحيل بناء بيت على مثل هذه التضاريس، لأن الموقع (بالقرب من مسرح إيفان فرانكو) يطل على مستنقع (كوزي بولوتو). منعت لجنة البناء في كييف بناء أي مباني في هذه البقعة بالذات، ولكن في النهاية فاز هوروديتسكي بالرهان لما سمح له بتشييد المبنى.
أما الأسطورة الثالثة، فتقول إن هوروديتسكي لعن البيت في 1913 (بسبب عجزه عن السداد لدائنيه)؛ بحيث يصبح جميع مستأجري المنزل إما تعساء أو يعانون نوعاً من الضائقة المالية. هناك قصة مفادها أن جميع الشركات التي استأجرت جزءاً من المبنى إما أفلست أو سُرقت أموالها أو جرى حلها.